# Nexus (geslacht)
Nexus is een geslacht van vliegen uit de familie van de Mythicomyiidae. De wetenschappelijke naam van het geslacht werd voor het eerst geldig gepubliceerd door Hall en Evenhuis in 1987.

## Soorten
- Nexus cyrtoidopsis Hall & Evenhuis, 1987[1]